# Ctenus kapuri
Ctenus kapuri là một loài nhện trong họ Ctenidae.
Loài này thuộc chi Ctenus. Ctenus kapuri được Benoy Krishna Tikader miêu tả năm 1973.